# Ta' Dmejrek
Ta' Dmejrek, situato sulle scogliere di Dingli ad un'altitudine di 253 metri s.l.m., è il punto più alto di Malta. Si trova nei pressi di Siġġiewi, a circa 10 km da La Valletta.